# 류빈빈
류빈빈(중국어 간체자: 刘彬彬, 1993년 6월 16일 ~ )은 중국의 축구 선수이다. 포지션은 윙어이며 현재 중국 슈퍼리그의 산둥 루넝 타이산 소속이다.

## 선수 경력

### 클럽팀 경력
류빈빈은 2005년 산둥 루넝의 유스팀에서 축구 선수 생활을 시작했다. 유소년 시절이던 2010년 리그 2의 FC 메츠로 셰펑페이와 함께 임대를 떠나기도 했다.
2011년 류빈빈은 중국 무대로 돌아왔고, 당시 중국 을급리그에 참여하고 있던 산둥 루넝 유스로 향하게 되었다. 2011년 7월 3일 칭하이 유스를 상대로 프로 데뷔골을 기록했다. 2012시즌을 앞두고 중국 슈퍼리그에 속한 산둥 루넝의 1군팀으로 승격되었으며, 2012년 5월 10일 구이저우 런허와의 경기에서 1군 데뷔전을 가졌다.

### 국가대표팀 경력
2010년 6월 중국 U-20 축구 국가대표팀에 차출되면서 대표팀과 처음으로 연을 맺게 되었다. 그리고 2010년 AFC U-19 챔피언십에 참여하게 되었다. 이 대회 이후에도 U-20 대표팀에 차출되었으며 2011년 툴롱컵에 참여했다.
2014년 12월 13일 키르기스스탄 축구 국가대표팀과의 축구 경기에서 중국 축구 국가대표팀 데뷔전을 치렀다. 하지만 이 경기가 FIFA로부터 정식 A매치로 인정받지 못함에 따라 첫 A매치 경기는 2014년 12월 21일 팔레스타인 축구 국가대표팀 경기에서 이루어졌다.

## 수상

### 팀
- 중국 FA컵: 2014
- 중국 FA 슈퍼컵: 2015

### 개인
- 중국축구협회 올해의 유망주 선수: 2014